# Alfred Hartenbach
Alfred Hartenbach (* 5. März 1943 in Niedergrenzebach; † 25. Juni 2016) war ein deutscher Politiker (SPD). Er war von 2002 bis 2009 Parlamentarischer Staatssekretär bei der Bundesministerin der Justiz.

## Leben und Beruf
Nach dem Abitur 1963 leistete Hartenbach bis 1965 seinen Wehrdienst als Reserveoffizieranwärter ab und studierte bis 1966 zunächst evangelische Theologie, dann Rechtswissenschaft in Marburg. 1971 legte er die erste und 1973 die zweite juristische Staatsprüfung ab. Ab 1974 war er als Staatsanwalt mit den Schwerpunkten organisierte und Wirtschaftskriminalität in Hessen tätig. Im Januar 1986 wurde er Richter und im Oktober 1986 Direktor des Amtsgerichts Hofgeismar. Von 1991 bis 1993 war er zusätzlich Direktor des Kreisgerichts Nordhausen / Thüringen. 
Alfred Hartenbach war verheiratet und hatte zwei Kinder.

## Partei
Er war seit 1968 Mitglied der SPD, seit 1990 Mitglied im Bezirksausschuss Hessen-Nord und seit 1994 auch des Parteirats.

## Abgeordneter
Von 1977 bis 1994 war er Stadtverordneter seiner Heimatstadt Immenhausen im Landkreis Kassel.
Von 1994 bis 2009 war er Mitglied des Deutschen Bundestages. Hier war er von 1998 bis 2002 Vorsitzender der Arbeitsgruppe Rechtspolitik und Mitglied des Vorstandes der SPD-Bundestagsfraktion.
Alfred Hartenbach zog stets als direkt gewählter Abgeordneter des Wahlkreises Waldeck in den Bundestag ein. Bei der Bundestagswahl 2005 erreichte er hier 50,2 % der Erststimmen.
Bei der Bundestagswahl 2009 kandidierte Hartenbach nicht mehr für ein Mandat.

## Öffentliche Ämter
Nach der Bundestagswahl 2002 wurde Hartenbach am 23. Oktober 2002 als Parlamentarischer Staatssekretär bei der Bundesministerin der Justiz in die von Bundeskanzler Gerhard Schröder geführte Bundesregierung (Kabinett Schröder II) berufen. In diesem Amt gehört er auch der seit dem 22. November 2005 von Bundeskanzlerin Angela Merkel geführten Regierung (Kabinett Merkel I) an. Nach der Bundestagswahl 2009 und dem folgenden Regierungswechsel schied Hartenbach aus dem Amt.